# 담양 용추사 부도군
담양 용추사 부도군(潭陽 龍추寺 浮屠群)은 전라남도 담양군 용면 용연리, 용추사에 있는 부도군이다. 담양 용추사 부도는 소요당, 월파당, 춘담, 연봉당, 태원당, 일곡당 6점으로 구성되어 있는데, 그 중 1988년 1월 초에 5점이 도난되었다가 이듬해 7월 6일 1점을 회수하였다. 현재 4점을 회수 하지 못한 상태로 문화재로서의 기능이 어려운 상황이다. 이로 인해 1986년 2월 7일 전라남도의 유형문화재 제138호로 지정되었다가, 도난으로 인한 가치 상실의 사유로 1992년 3월 9일 문화재 지정이 해제되었다.

## 개요
부도는 9개인데, 3기는 최근에 건립된 것이다. 당호를 알 수 있는 것은 6개로, 소요당, 월파당, 춘담, 연봉당, 태원당, 일곡당등이다. 부도의 형식은 훼손이 심하여 설명하기 어렵다. 용추사의 부도는 주로 조선후기의 것이고, 팔각원당형이 2기, 오륜형이 3기, 나머지 한 기는 탑신석은 유실되고, 상륜부 부재만 남아 있다. 소요당 부도의 전체적인 형태는 팔각원당형으로 현재 남아있는 부도 중에서 원형을 가장 잘 간직하고 있으나 원래의 위치나 모습은 훼손되고 다시 복원된 것이다. 전체의 높이는 214cm이다.

## 참고 자료
- 용추사부도군 - 국가유산청 국가유산포털